# All in the Family
All in the Family je američki sitcom koji se na CBS-u prikazivao od 12. siječnja 1971. do 8. travnja 1979.. Producirali su je Norman Lear i Bud Yorkin, a temeljila se na britanskom sitcomu Till Death Us Do Part (1965. – 1975.) Kasnije se nastavila kroz seriju Archie Bunker's Place koja je trajala do 1983. godine.
Radnja serije se vrti oko života čovjeka iz radničke klase i njegove obitelji. Probila se uvođenjem izazovnih i složenih pitanja u glavnu televizijsku komediju: rasizam, antisemitizam, nevjera, homoseksualnost, oslobođenje žena, silovanje, religija, pobačaj, rak dojke, Vijetnamski rat, menopauza i impotencija. Serija je postala vjerojatno jedan od najutjecajnijih televizijskih komičnih programa, jer je formatu sitcoma ubrizgala dramatičnije trenutke i realistične, aktualne sukobe.
Godine 2002. časopis TV Guide pozicionirao je seriju na 4. mjesto među 50 najboljih televizijskih serija svih vremena.

## Glumačka postava

### Glavni likovi
- Carroll O'Connor kao Archie Bunker
- Jean Stapleton kao Edith Bunker
- Sally Struthers kao Gloria Stivic
- Rob Reiner kao Michael "Meathead" Stivic
- Danielle Brisebois kao Stephanie Mills

### Sporedni likovi
- Sherman Hemsley kao George Jefferson
- Mel Stewart kao Henry Jefferson
- Bea Arthur kao Maude, Edithina sestrična
- Betty Garrett i Vincent Gardenia kao Irene i Frank Lorenzo, liberalni rimokatilici, susjedi
- Allan Melvin kao Barney Hefner Archijev susjed i dobar prijatelj

## Pregled serije
| Sezona | Sezona | Epizode | Epizode | Originalno emitiranje | Originalno emitiranje | Rang | Rejting |
| Sezona | Sezona | Epizode | Epizode | Premijera             | Finale                | Rang | Rejting |
| ------ | ------ | ------- | ------- | --------------------- | --------------------- | ---- | ------- |
|        | Pilot  | 2       | 2       | 1968.                 | 1969.                 | –    | –       |
|        | 1.     | 13      | 13      | 12. siječnja 1971.    | 6. travnja 1971.      | 34   | 18,9    |
|        | 2.     | 24      | 24      | 18. rujna 1971.       | 11. ožujka 1972.      | 1    | 34,0    |
|        | 3.     | 24      | 24      | 16. rujna 1972.       | 24. ožujka 1973.      | 1    | 33,3    |
|        | 4.     | 24      | 24      | 15. rujna 1973.       | 16. ožujka 1974.      | 1    | 31,2    |
|        | 5.     | 23      | 23      | 14. rujna 1974.       | 8. ožujka 1975.       | 1    | 30,2    |
|        | 6.     | 24      | 24      | 8. rujna 1975.        | 8. ožujka 1976.       | 1    | 30,1    |
|        | 7.     | 25      | 25      | 22. rujna 1976.       | 12. ožujka 1977.      | 12   | 22,9    |
|        | 8.     | 24      | 24      | 2. listopada 1977.    | 19. ožujka 1978.      | 4    | 24,4    |
|        | 9.     | 24      | 24      | 24. rujna 1978.       | 8. travnja 1979.      | 9    | 24,9    |

## Utjecaj
Sitcom je poznat po svojoj hrabrosti u bavljenju kontroverznim temama kao što su rasizam, seksizam, homofobija, antisemitizam i druge društvene nepravde. Serija je pomogla u promjeni pejzaža američke televizije, uvodeći socijalno relevantne teme u sitcome. Često je korištena kao studija u analizama televizijskih utjecaja na društvo, posebno u kontekstu promjena u prikazu društvenih i političkih tema na televiziji.

## Nagrade
Dobila je brojne nagrade, tri nagrade Directors Guild of America Awards, osam Zlatnih globusa uključujući i dvadeset i dva Emmyja u raznim kategorijama i razne ostale nagrade, te je često citirana kao jedna od najboljih televizijskih serija svih vremena.

## Spinoff
Zbog svoje popularnosti, sitcom je iznjedrio nekoliko spin-off serija, uključujući Maude (1972. – 1978.), The Jeffersons (1975. – 1985.), Archie Bunker's Place (1965. – 1975.), Gloria (1982. – 1983.), Good Times (1974. – 1979.), Checking In (1981.) i 704 Hauser (1994.). Ove serije su nastavile istraživati društvene teme na sličan način kao i izvorna serija.

## Vanjske poveznice
- All in the Family Sitcom
- All in the Family u internetskoj bazi filmova IMDb-a